# Эрдёди, Имре
Имре Эрдёди (венг. Erdődy Imre; 26 марта 1889, Будапешт — 11 января 1973, Будапешт) — венгерский гимнаст, серебряный призёр летних Олимпийских игр 1912 года. Участник Олимпиады 1928 года в Амстердаме. Чемпион Венгрии 1911, 1924, 1925 и 1926 годов в командном первенстве. Погиб в автокатастрофе.

## Биография
Имре Эрдёди являлся членом будапештского спортивного клуба BBTE. В 1912 и 1928 годах принимал участие в соревнованиях по спортивной гимнастике на летних Олимпийских играх. Также Эрдёди в 1924 году стал чемпионом Венгрии в индивидуальном многоборье и упражнении на коне. По профессии Эрдёди был учителем физкультуры в средней школе.